# 踏影而行
《踏影而行》（日语：影踏み），日本小說家橫山秀夫創作的短篇推理小說，2003年11月7日由祥傳社出版單行本，台灣中文版小說由新雨出版社發行。
2019年，真人版同名電影上映，電影拍攝於2018年5月殺青。

## 收錄篇章
註：括弧中表初次登載刊物與日期
- 消息（小說月刊《小説NON（日语：小説NON）》2000年4月號）
- 刻印（小說月刊《小說NON》2001年4月號）
- 抱擁（小說月刊《小說NON》2001年8月號）
- 業火（小說月刊《小說NON》2001年11月號）
- 使徒（小說月刊《小說NON》2002年2月號）
- 遺言（小說月刊《小說NON》2002年6月號）
- 行方（小說月刊《小說NON》2002年12月號）

## 書籍情報
- 單行本：2003年11月7日發行[2]，ISBN 978-4-396-63238-0
- 文庫本：2007年2月7日發行[3]，ISBN 978-4-396-33329-4

## 登場人物
- 真壁修一：被稱為「潛入師」。即以闖空門為業的小偷。從小受到縣立高中訓導老師的父親與前中學老師的母親的嚴格教育。高中時代隸屬空手道部，亦以優秀成績就讀大學名校的法學部。
- 真壁啓二：修一的雙胞胎弟弟。被母親帶著一同自殺。其後，魂魄一直不斷的出現在修一的腦中。
- 安西久子：保育士。修一的大學時代女友。雖以結婚的前提交往，但因故演變成微妙的關係。
- 稻村葉子：4年前，被修一闖空門的住戶。某天意圖縱火燒死丈夫時，被修一發現。
- 吉川聰介：刑事一課竊盜科警察。與真壁兩兄弟自小學時代即有解不開的縁分。
- 馬淵昭信：刑事一課竊盜科警察。和吉川是彼此競爭的關係。
- 大室誠：競賣師的手下。
- 黛明夫：小偷。
- 轟木初男：地方法院的資深執行官。
- 三澤玲子：久子的青梅竹馬。與修一自小學即認識。
- 御影征一：博慈會的年輕掌門人。
- 大野芳夫：職業闖空門者。與修一在監獄認識。
- 久能次朗：久子的相親對象。在商店街經營文具店。
- 久能新一郎：久能次朗的哥哥。

## 電影版
《踏影而行》，2019年11月於日本上映的電影，由篠原哲雄執導，山崎將義主演，配樂與主題曲皆由山崎將義擔任。本片改編自推理作家橫山秀夫的同名小說《踏影而行》，主要外景地為群馬縣，11月8日於群馬縣先行上映。
此片為主演的山崎將義睽違22年再度與導演篠原哲雄合作。兩人上一次的合作為電影《月亮與高麗菜》。

### 主要角色
- 真壁修一：山崎將義
- 安西久子：尾野真千子[1][5]（高中時期：藤野涼子[6]）
- 真壁啓二：北村匠海[1][5]
- 葉子：中村友理[1]
- 吉川聰介：竹原和生（日语：竹原ピストル）[6]
- 大室誠：中尾明慶[1][5]
- 栗本三樹男：下條阿童木[1]
- 菅原春江：根岸季衣（日语：根岸季衣）[1]
- 大石吾朗（日语：大石吾朗）
- 高田里穂
- 在圖書館的女子：真田麻垂美（日语：真田麻垂美）
- 加藤：田中要次（日语：田中要次）[6]
- 久能次朗：瀧藤賢一[1][5]
- 馬淵昭信：鶴見辰吾[1]
- 真壁直美：大竹忍[1][5]

### 製作團隊
- 原作：橫山秀夫《踏影而行》
- 劇本：菅野友惠（日语：菅野友恵）
- 配樂：山崎將義
- 主題曲：〈影踏み〉山崎將義（環球音樂 (日本)）[7]
- 製片：松岡周作
- 導演：篠原哲雄（日语：篠原哲雄）
- 製作：ドラゴンフライエンタテインメント
- 發行：Tokyo Theatres（日语：東京テアトル）

## 外部連結
- 電影官方網站 （页面存档备份，存于）
- 踏影而行的X（前Twitter）